# Навіщо людині крила
«Навіщо людині крила» — радянський художній фільм режисера Володимира Шамшуріна, знятий у 1984 році на кіностудії «Мосфільм».

## Сюжет
Жартівник і веселун Вася-акушер, улюбленець села, одержав своє прізвисько за те, що часто розповідав історію воєнних років, над якою всі сміялися. Одного разу в селі з'явився його колишній командир…

## У ролях
- Лев Дуров —  Василь Лукич Іванов (Вася-акушер)
- Борис Новиков —  Павло Юхимович Чудін (Павлюня)
- Зінаїда Дехтярьова —  Манюня, дружина Василя Лукича
- Михайло Глузський —  Кирило Петрович, генерал-лейтенант
- Володимир Носик —  голова колгоспу
- Юрій Дубровін —  Федір, кляузник
- Ірина Мурзаєва —  Уляна, сусідка
- Олександр Пашутін —  Юрій Пилипович, дельтапланерист, зять Уляни
- Світлана Харитонова —  Катерина
- Олександр Январьов —  Шурка, бульдозерист
- Герман Качин —  Ваня Рича
- Василь Маслаков —  Петя, водій молоковоза
- Віктор Шульгін —  Віктор Степанович, головний лікар
- Володимир Скляров —  Вітька
- Надія Матушкина —  Нінка

## Знімальна група
- Режисер — Володимир Шамшурін
- Сценарист — Анатолій Кудрявцев
- Оператор — Борис Брожовський
- Композитор — Євген Дога
- Художник — Ірина Шляпникова